# Longitud de onda Compton
La longitud de onda Compton es una propiedad mecánica cuántica de una partícula. Fue introducido por Arthur Compton en su explicación de la dispersión de fotones por electrones (un proceso conocido como la dispersión de Compton). La longitud de onda Compton de una partícula es equivalente a la longitud de onda de un fotón cuya energía es la misma que la masa de la partícula.

## Descripción
La longitud de onda Compton estándar, λ, de una partícula viene dada por
| Símbolo                  | Nombre                   | Unidad |
| ------------------------ | ------------------------ | ------ |
| {\displaystyle \lambda } | Longitud de onda Compton | m      |
| {\displaystyle h}        | Constante de Planck      | J s    |
| {\displaystyle m}        | Masa de la partícula     | kg     |
| {\displaystyle c}        | Velocidad de la luz      | m / s  |

La importancia de esta fórmula se muestra en la derivación de la fórmula de cambio de Compton.
El valor CODATA 2014 para la longitud de onda Compton del electrón es 2,4263102367 (11) × 10-12 m. Otras partículas tienen diferentes longitudes de onda Compton.

## Longitud de onda de Compton reducida
Cuando la longitud de onda Compton se divide por 2π, se obtiene la longitud de onda Compton "reducida" (lambda barrada), es decir, la longitud de onda Compton para 1 radián en lugar de 2π radianes:
{\displaystyle {\bar {\lambda }}={\frac {\lambda }{2\pi }}}
| Símbolo                           | Nombre                            | Unidad | Fórmula                                   |
| --------------------------------- | --------------------------------- | ------ | ----------------------------------------- |
| {\displaystyle {\bar {\lambda }}} | Longitud de onda Compton reducida | m      |                                           |
| {\displaystyle \lambda }          | Longitud de onda Compton          | m      | {\displaystyle \lambda ={\frac {h}{mc}}}  |
| {\displaystyle \hbar }            | Constante de Planck reducida      | J s    | {\displaystyle \hbar ={\frac {h}{2\pi }}} |
| {\displaystyle m}                 | Masa de la partícula              | kg     |                                           |
| {\displaystyle c}                 | Velocidad de la luz               | m / s  |                                           |

## Valores
Desde el 2 de junio de 2011, el Comité de Datos para la Ciencia y la Tecnología (CODATA) recomienda los siguientes valores:
| Partícula | Símbolo                  | Valor             | Incertidumbre relativa | Error relativo |
| Partícula | Símbolo                  | m                 | m                      | Error relativo |
| --------- | ------------------------ | ----------------- | ---------------------- | -------------- |
| Electrón  | {\displaystyle \lambda } | 2.4263102389E-12  | 0.0000000016E-12       | 6.5E-10        |
| Protón    | {\displaystyle \lambda } | 1.32140985623E-15 | 0.00000000094E-15      | 7.1E-10        |
| Neutrón   | {\displaystyle \lambda } | 1.3195909068E-15  | 0.0000000011E-15       | 8.2E-10        |

## Función en ecuaciones para partículas masivas
La longitud de onda Compton reducida es una representación natural de la masa en la escala cuántica, y como tal, aparece en muchas de las ecuaciones fundamentales de la mecánica cuántica. La longitud de onda Compton reducida aparece en la ecuación relativista Klein-Gordon para una partícula libre:
{\displaystyle \mathbf {\nabla } ^{2}\psi -{\frac {1}{c^{2}}}{\frac {\partial ^{2}}{\partial t^{2}}}\psi =\left({\frac {mc}{\hbar }}\right)^{2}\psi .}
Aparece en la ecuación de Dirac (la siguiente es una forma explícitamente covariante que emplea la convención de suma de Einstein):
{\displaystyle -i\gamma ^{\mu }\partial _{\mu }\psi +\left({\frac {mc}{\hbar }}\right)\psi =0.}
La longitud de onda de Compton reducida también aparece en la ecuación de Schrödinger, aunque su presencia se oscurece en representaciones tradicionales de la ecuación. La siguiente es la representación tradicional de la ecuación de Schrödinger para un electrón en un átomo similar al hidrógeno:
{\displaystyle i\hbar {\frac {\partial }{\partial t}}\psi =-{\frac {\hbar ^{2}}{2m}}\nabla ^{2}\psi -{\frac {1}{4\pi \epsilon _{0}}}{\frac {Ze^{2}}{r}}\psi .}
Dividiendo a través de {\displaystyle \hbar c}, y reescribiendo en términos de la constante de estructura fina, se obtiene:
{\displaystyle {\frac {i}{c}}{\frac {\partial }{\partial t}}\psi =-{\frac {1}{2}}\left({\frac {\hbar }{mc}}\right)\nabla ^{2}\psi -{\frac {\alpha Z}{r}}\psi .}